# 马兹哈尔·拉斯兰
马兹哈尔·拉斯兰（阿拉伯语：‎，1886年—1948年5月28日），出生於奥斯曼帝国阿勒颇，1921年8月15日至1922年3月10日擔任約旦首相。拉斯兰是阿拉伯独立党的成员，也是大叙利亚阿拉伯国家统一的支持者。1948年5月28日在埃及開羅去世。